# Krzysztof Maksel
Krzysztof Maksel (ur. 4 lipca 1991 w Paczkowie) – polski kolarz torowy, wicemistrz Europy w sprincie drużynowym (2012, 2015), olimpijczyk z Rio de Janeiro (2016). Zwycięzca klasyfikacji generalnej Pucharu Świata w sezonie 2013/2014 i 2016/2017 w konkurencji 1000 m. Rekordzista Polski na 1000 m ze startu zatrzymanego (stan na wrzesień 2023).

## Kariera sportowa
Karierę rozpoczął w zespole LKS Brzeg Nysa. Jest zawodnikiem Autonomicznej Ludowej Kolarskie Sekcji STAL Grudziądz.

### Igrzyska olimpijskie
- Rio de Janeiro 2016: sprint drużynowo – 7 m.
- Rio de Janeiro 2016: keirin – 9 m.
- Tokio 2021: sprint drużynowo - 8 m.

### Mistrzostwa świata
- 2013: sprint indywidualnie – 36 m., 1000 m ze startu zatrzymanego – 10 m.
- 2014: 1000 m ze startu zatrzymanego – 4 m., sprint drużynowo – 7 m.
- 2015: keirin – 12 m., sprint drużynowo – 7 m.
- 2016: 1000 m ze startu zatrzymanego – 4 m., sprint drużynowo – 8 m.
- 2017: 1000 m ze startu zatrzymanego – 4 m,  sprint drużynowy - 4 m.
- 2018: sprint drużynowy - 13 m.
- 2019: sprint drużynowo - 7 m., keirin - 10 m.
- 2020: sprint drużynowo - 8 m.

### Mistrzostwa Europy
- 2012: sprint drużynowo – 2 m. (z Maciejem Bieleckim i Kamilem Kuczyńskim)
- 2013: sprint indywidualnie – 13–24 m., sprint drużynowo - 5 m.
- 2014: sprint drużynowo – 4 m.
- 2015: sprint drużynowo – 2 m. (z Rafałem Sarneckim i Grzegorzem Drejgierem), keirin – 4 m.
- 2017: sprint drużynowo - 7 m., keirin - 13 m.
- 2018: sprint drużynowo - 4 m., keirin -6 m.
- 2019: sprint drużynowo - 4 m., 1000 metrów ze startu zatrzymanego - 7 m., keirin - 8 m.

### Igrzyska Europejskie
- 2019: 1000 metrów ze startu zatrzymanego - 3 m., keirin -  4 m.

### Mistrzostwa Polski
- sprint indywidualnie: 1 m. (2013), 2 m. (2011, 2012), 3 m. (2014)
- 1000 m ze startu zatrzymanego: 1 m. (2012, 2014, 2015, 2017, 2019), 2 m. (2011, 2020), 3 m. (2010)
- sprint drużynowo: 1 m. (2011, 2014, 2015), 2 m. (2012, 2013)
- keirin: 1 m. (2014, 2018, 2020), 2 m. (2011, 2017), 3 m. (2012)